# ДоДж
Правильна назва цієї сторінки — Do#Dж, але її не можна використовувати через технічні обмеження.
Do#Dж — міжнародний джазовий фестиваль, що проводиться в Донецьку. Назва фестивалю — скорочений запис від «Донецький Джаз». У рамках фестивалю проводиться Міжнародний конкурс молодих виконавців «Do#Dж Junior».

## Історія
Перший фестиваль проводився 1969 року, він був організований міськкомом Комсомолу і приурочений до сторіччя міста. Фестиваль мав «Донецьк-100». Далі проводилася серія з дванадцяти джазових фестивалів із загальною назвою «Донецьк-…» і продовженням нумерації. Несподівано, на піку популярності, фестиваль припинився на 15 років.
Фестиваль відроджений групою ентузіастів на чолі з президентом фестивалю Олександром Сірим і з 2001 року проводиться щорічно. Фестиваль змінив назву на «До#Дж», отримав статус міжнародного і професійного.
На фестивалі в різні часи виступали: джазові біг-бенди Олега Лундстрема, Ігоря Бутмана, Георгія Гараняна, Михайла Радинського, Лери Гехнер, Ігор Бриль, Анатолій Кролл, Аркадій Шилклопер, Андрій Кондаков, тріо Петра Назаретова, Володимир Фейєртаг, дует Олів'є Кер-Уріо і Мануеля Рошмана, тріо Аркадія Ескіна, Doo Bop Sound, Гуліко Чантурія, Олексій Кузнецов, Енвер Ізмайлов, Олексій Коган, джаз-оркестр Сергія Щербакова, Валерій Колесніков, Леонід Вінцкевич, квартет Збігнєва Намисловского, тріо «Тригон», Деніз Пер'є і Напуа Давой, ансамбль «Brazil All Stars», Джоні Ві, Ніно Катамадзе і група «Insight», Дін Браун Тріо, група «Jazzinho», «Bril Brothers», Роман Мірошниченко.